# 30 janvier 1969
Le jeudi 30 janvier 1969 est le 30e jour de l'année 1969.

## Naissances
- Hendrik Jan Davids, joueur de tennis professionnel néerlandais
- Carl Oliver, athlète bahaméen
- Alekseï Dreïev, grand maître russe du jeu d'échecs
- Flavio Anastasia, coureur cycliste italien
- Lyndon Mustoe, joueur de rugby à XV gallois
- Arzu Göllü, joueuse de volley-ball turque
- Miguel Barrachina Ros, homme politique espagnol membre du Parti populaire

## Décès
- Dominique Pire (né le 10 février 1910), prêtre et religieux dominicain belge
- Mikinosuke Kawaishi (né en 1899), judoka japonais pionnier du judo en France
- Fritzi Massary (né le 31 mars 1882), chanteuse et actrice autrichienne
- Achille Capliez (né le 22 mai 1880), artiste français

## Autres événements
- Finale de la Coupe d'Asie des clubs champions 1969 entre le Maccabi Tel-Aviv et le Yangzee FC
- Concert événement des Beatles sur le toit des bureaux d'Apple accompagné notamment de Billy Preston et dont sera tiré le film Let It Be
- Lancement du satellite ISIS
- Sortie britannique du film Le Songe d'une nuit d'été